# Mimmi Cyon
Mimmi Elin Isabella Cyon, född 27 april 1999 i Lidingö församling, Stockholms län, är en svensk skådespelare. 

## Biografi
Cyon är uppväxt i Stockholm och utbildad vid Södra Latins Gymnasium där hon avlade examen år 2018.
Cyons karriär som skådespelare började med tv-serien Jägarna. Hon har även medverkat i tv-serien Young Royals och som en av huvudkaraktärerna, Jenny, i dramaserien Korridoren. Hon medverkade också i Trolltider – legenden om bergatrollet som var 2023 års julkalender på SVT.

## Filmografi (i urval)
- 2018–2021 – Jägarna (TV-serie)
- 2018–2021 – Det som göms i snö (TV-serie)
- 2021–2022 – Young Royals (TV-serie)
- 2022 – Korridoren (TV-serie)
- 2023 – Trolltider – legenden om bergatrollet (TV-serie)